# ماكس براون (روائي)
ماكس براون (بالإنجليزية: Max Brown) (21 مارس 1916 - 19 سبتمبر 2003)؛ صحفي وروائي أسترالي.